# Takoví jsme se narodili
Takoví jsme se narodili (v anglickém originále Born This Way) je osmnáctá epizoda druhé série amerického televizního seriálu Glee a v celkovém pořadí čtyřicátá epizoda. Původně se vysílala na televizním kanálu Fox ve Spojených státech dne 26. dubna 2011. Scénář k ní napsal Brad Falchuk a režíroval ji Alfonso Gomez-Rejon. Jedná se o epizodu vzdávající poctu Lady Gaga, tedy o druhou takovou v historii seriálu, první byla v epizodě Teatrálnost. Většina z hlavních zápletek epizody se točí okolo tématu homosexualita, když Kurt (Chris Colfer) určuje podklady pro svého dávného tyrana Dava Karofskeho (Max Adler), aby si přiznal svou sexualitu a Santana (Naya Rivera) se začne stažit vyhrát titul Královna plesu, protože věří, že ji to přinese zpět svou přítelkyni Brittany (Heather Morris) od Artieho (Kevin McHale).
Epizoda většinou shledala pozitivní ohlas od kritiků seriálu a mnoho z nich cítilo, že se jednalo o jednu z lepších epizod této série. Nicméně několik konzervativních mediálních kritiků epizodu kritizovalo seriál za zobrazení homosexuality. Epizoda obsahuje cover verze sedmi písní, včetně „Born This Way“ od Lady Gaga. Mezi další hudební díla v epizodě patří cover verze Keanovy písně „Somewhere Only We Know“ a „I've Gotta Be Me“ z broadwayského muzikálu Golden Rainbow. Hudební cover verze a vystoupení se setkaly s pozitivními ohlasy od recenzentů a několik z nich poznamenalo, že obsahovala zatím nejlepší výběr písní. S výjimkou skladby „Barbra Streisand“ byly všechny ostatní cover verze vydány jako singly a dostupné ke stažení.
V den původního vysílání epizodu sledovalo 8,62 milionů amerických diváků a získala 3,4/11 Nielsenova ratingu/podílu ve věkové skupině 18-49 let, čímž se stala nejméně sledovanou epizodou celé série. Rating epizody a celková sledovanost výrazně klesly od předchozí epizody Večer přehlížených, která i předtím zaznamenala pokles ve sledovanosti.

## Děj epizody

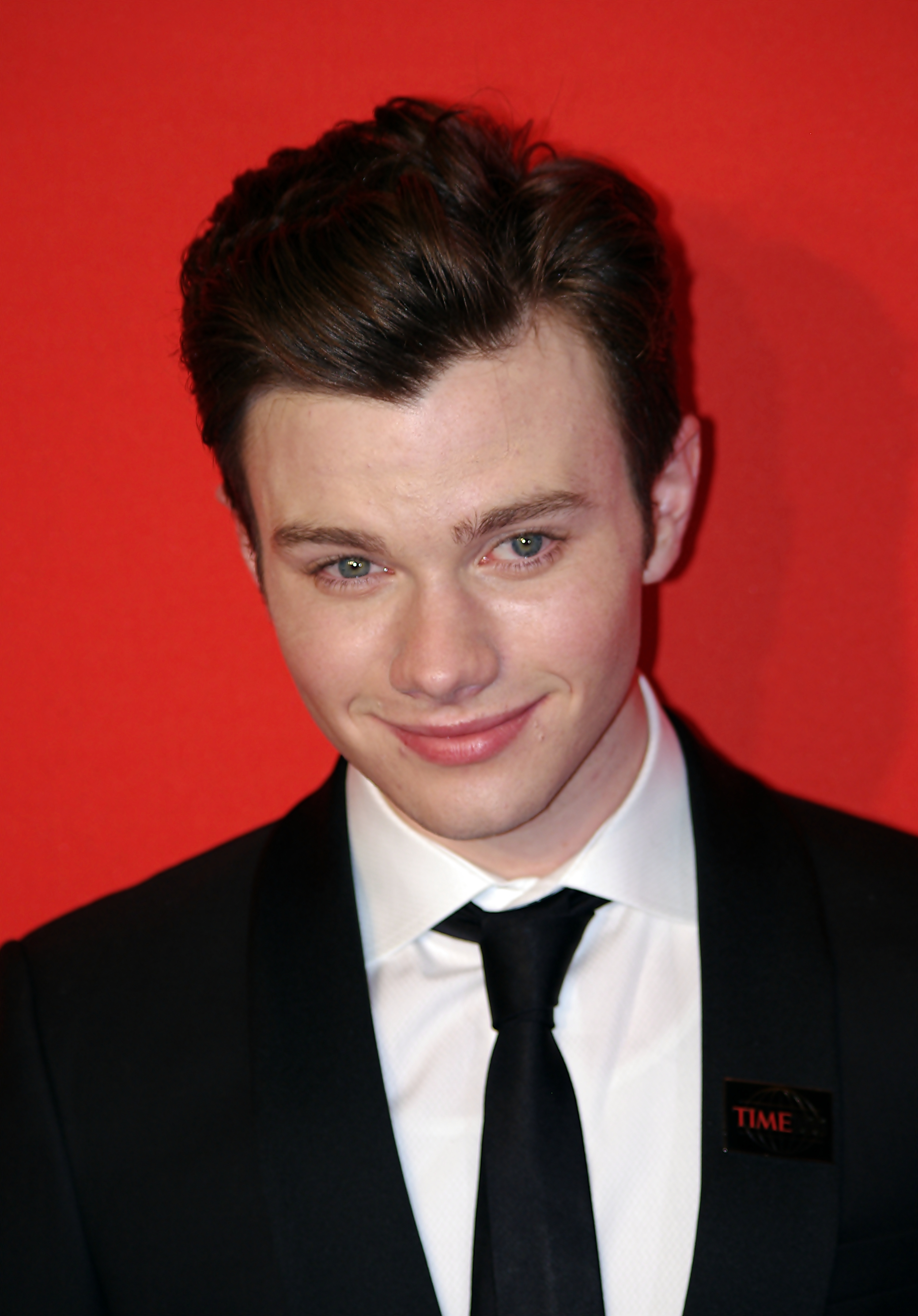
V této epizodě se Kurt (Chris Colfer, na obrázku) vrací na McKinleyovu střední školu

Během tanečních zkoušek na nadcházející národní kolo, hlavní zpěvák sboru Finn Hudson (Cory Monteith) nedopatřením zlomí nos Rachel Berry (Lea Michele). Její lékař (George Wyner) ji doporučí septoplastiku a elektivní rhinoplastiku; Rachel zvažuje modelování svého nosu podle Finnovy současné přítelkyně Quinn Fabray (Dianna Agron) a obě dvě zpívají duet, mashup „I Feel Pretty/Unpretty“. Finn a Puck (Mark Salling) jsou proti Rachelině operaci nosu. Puck se snaží pomoci ji akceptovat její nos jako část svého židovského dědictví a získává Kurta Hummela (Chris Colfer), který ji přesvědčí, aby se podívala na svůj idol Barbru Streisand, která odmítla podlehnout tlaku na změnu svého nosu. Nakonec se Rachel rozhodne na operaci nejít.
Členka sboru Santana Lopez (Naya Rivera) použije Rachelin zlomený nos jako odrazový bod pro zvýraznění dalších fyzických nedostatků dalších členů sboru. Vedoucí sboru Will Schuester (Matthew Morrison) se jim snaží pomoci přijmout sám sebe a naléhá na ně tím, aby přijali své největší nedostatky, tím, že jim je vytiskne na tričko, které budou mít na sobě během čísla od Lady Gaga, „Born This Way“. Také povzbuzuje školní výchovnou poradkyni Emmu Pillsbury (Jayma Mays), aby začala jednat se svou obsedantně kompulzivní poruchou, a ta tedy začne léčbu s psychiatričkou doktorkou Shane (Kathleen Quinlan).
Santana, která je skrytá lesba, se rozhodne usilovat u titul školní královny plesu, ve víře, že tak vyhraje lásku své nejlepší přítelkyně Brittany Pierce (Heather Morris), která chodí s Artiem (Kevin McHale). Zjistí, že populární sportovec Dave Karofsky (Max Adler) je také skrytý homosexuál, poté, co si ho všimne při okukování Sama (Chord Overstreet). Přinutí Karofskeho ke spolupráci, jinak vyzradí jeho tajemství. Vyhrožuje mu, dokud neslíbí, že přestane se šikanováním, které odvedlo Kurta ze školy a ze sboru. Vytvoří spolu „anti-šikanovací“ klub, aby bylo ve škole bezpečněji a mohli dostat Kurta zpět do školy, což by zvýšilo šance sboru na národním kole a hlavně zvedlo Santaninu popularitu před školním plesem. Santana a Dave spolu také začnou naoko chodit, aby posílili svou „heterosexuální image“.
Karofsky se Kurtovi omluví ve skupině, kde je kromě nich ještě Will, ředitel Figgins (Iqbal Theba) a jejich otcové. Ačkoliv Kurt chce přestoupit zpět na McKinley z Daltonovy akademie, tak váhá, dokud mu Karofsky v soukromí nepřizná, že Santaninou strategií na výhru titulu královna plesu je zřídit klub proti šikanování. Kurt souhlasí, že se na školu vrátí, ale pod podmínkou, že Karofsky s ním na škole založí klub PFLAG (zkratka Rodiče, Rodiny a přátelé leseb a gayů). Když se Kurt vrací zpátky na McKinley, sbor Daltonovy akademie Stehlíci, kam se připojil, když přestoupil, mu v čele s jeho přítelem Blainem Andersonem (Darren Criss) zpívají na rozloučenou skladbu „Somewhere Only We Know“ od Keana. Kurt se znovu přihlašuje do New Directions se sólovým vystoupením „As If We Never Said Goodbye“ z muzikálu Sunset Boulevard.
Vzhledem k tomu, že se boj o titul královny plesu je stále více intenzivní, tak Lauren Zizes (Ashley Fink) začíná kampaň proti Quinn. Objeví, že Quinnino první jméno je Lucy, byla vyvržencem z kolektivu s nadváhou a před sebe nalezením a přestupem na McKinleyovu střední také prodělala plastickou operaci nosu. Lauren se snaží sabotovat Quinninu kampaň tím, že odhalí její bývalý vzhled ostatním studentům, ale to se ji vymstí, protože právě naopak začne Quinnina popularita ještě více stoupat a zvláště u takových dívek jako Lauren. Lauren se Quinn omlouvá, ta ji ale řekne, že ji obdivuje za její odvahu a hrdost. Brittany ukazuje své tričko pro vystoupení Santaně a dává Santaně tričko s nápisem „Lebanese“ („Libanonka“), protože si myslela, že se to čte „Lesbian“ („Lesba“). Santana si tričko na sebe vzít nechce a ty dvě se pohádají. Brittany nakonec hádku uzavře ze slovy, že kdyby Santana milovala sama sebe tak moc jako Brittany miluje ji, tak by si na sebe to tričko vzala a zatancovala by si s ní. Epizoda končí, když celý sbor kromě Santany, se smiřují se svou identitou a vystupují s písní „Born This Way“. Během písně přijde Emma, která má na sobě tričko s nápisem značící její vlastní problém- „ OCD"- a spolu s Willem se přidává k vystoupení sboru. Karofsky a Santana je sledují z publika a Santana má na sobě své "Lebanese“ tričko.

## Seznam písní
- „I Feel Pretty / Unpretty“
- „I've Gotta Be Me“
- „Somewhere Only We Know“
- „As If We Never Said Goodbye“
- „Barbra Streisand“
- „Born This Way“

## Hrají
| Dianna Agron     | Quinn Fabray          |
| Chris Colfer     | Kurt Hummel           |
| Jane Lynch       | Sue Sylvester         |
| Jayma Mays       | Emma Pillsburry       |
| Kevin McHale     | Artie Abrams          |
| Lea Michele      | Rachel Berry          |
| Cory Monteith    | Finn Hudson           |
| Heather Morris   | Brittany Pierce       |
| Matthew Morrison | William Schuester     |
| Mike O'Malley    | Burt Hummel           |
| Amber Riley      | Mercedes Jones        |
| Naya Rivera      | Santana Lopez         |
| Mark Salling     | Noah „Puck“ Puckerman |
| Jenna Ushkowitz  | Tina Cohen-Chang      |